# Justitiepalatset i Bryssel
Justitiepalatset i Bryssel (nederländska: Justitiepaleis (fil), franska: Palais de Justice) är den viktigaste rättsbyggnaden i Belgien och ett känt och väl synligt landmärke i Bryssel. Det uppfördes mellan åren 1866–1883 i eklektisk stil och ritades av arkitekten Joseph Poelaert. Totala kostnaderna för byggnaden, marken och inredning landade på omkring 45 miljoner belgiska franc. Det var den största byggnaden som uppfördes under 1800-talet.

## Historia

### Starten

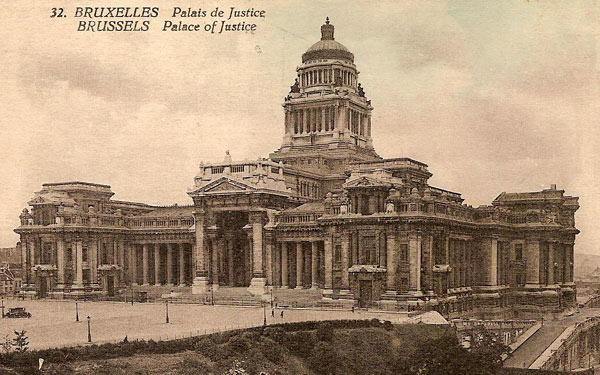
Gammalt vykort – notera den lägre kupolen.

År 1860, under Leopold I:s regeringstid, tillkännagav en kunglig kungörelse byggandet av Justitiepalatset, varefter en internationell arkitekturtävling organiserades. Ritningarna som lämnades in till tävlingen ansågs oacceptabla och förkastades. Den dåvarande justitieministern Tesch utsåg 1861 Joseph Poelaert att få rita byggnaden. Den första stenen lades den 31 oktober 1866 och byggnaden invigdes först efter arkitekten Josephs död den 15 oktober 1883.
Även om byggandet skedde under Leopold II:s regeringstid, visade han föga intresse för byggnaden.
En stor del av stadskvarteret Marollen revs för att ge plats åt Justitiepalatset, och både arkitekt och polismyndigheter var inblandade i att få invånarna att flytta. Ordet arkitekt kom därefter bli en av de största förolämpningarna i Bryssel. Palatset ligger uppe på kullen Galgenberg, där man under medeltiden hängde dömda brottslingar.

### Renovering

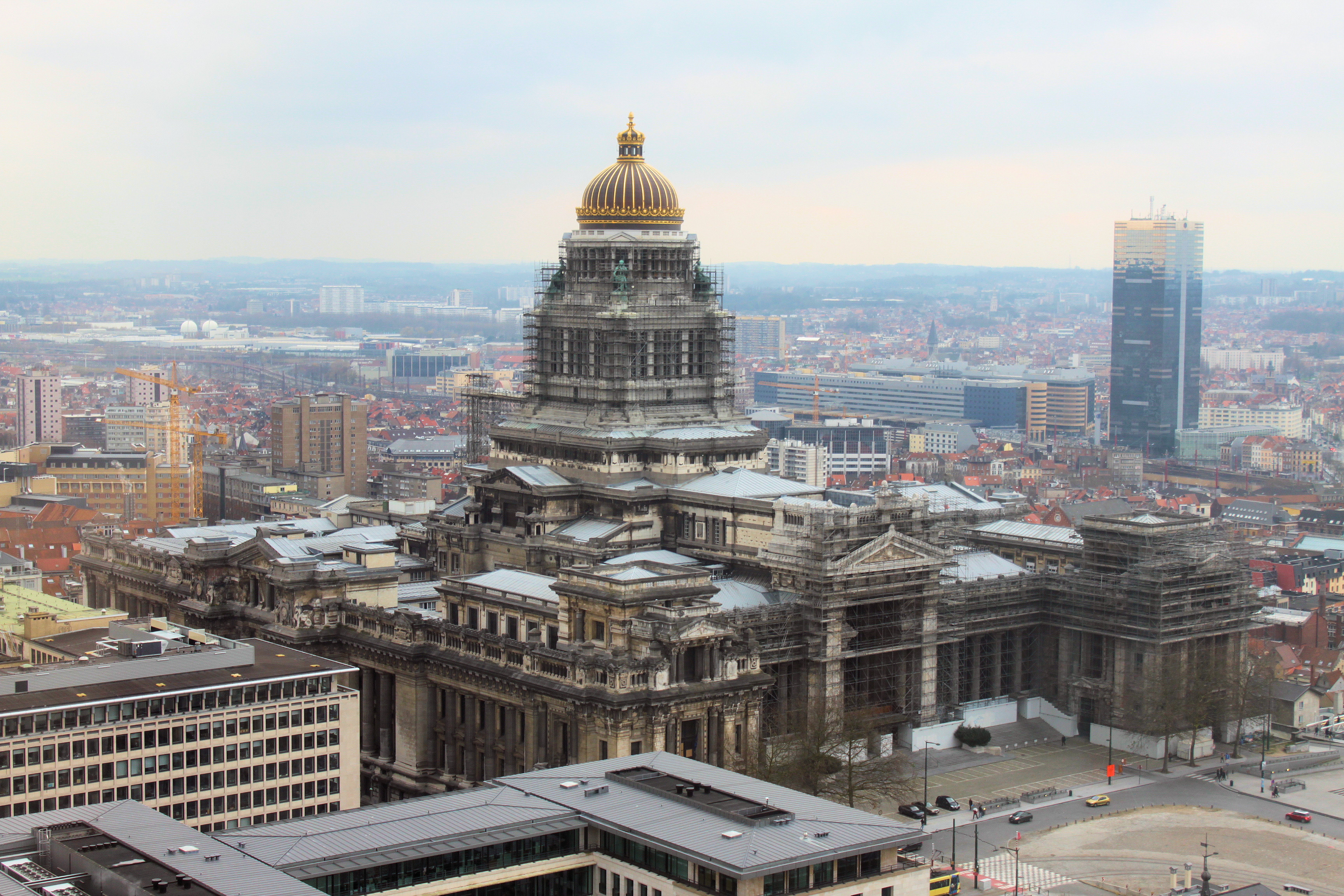
Vy från Hilton hotell, december 2009.

I slutet av andra världskriget, kvällen före Bryssels befrielse, startade de retirerande tyskarna en brand i Justitiepalatset för att lägga det i ruiner. Resultatet blev att kupolen kollapsade och delar av byggnaden skadades svårt. År 1947 hade större delen av byggnaden reparerats och kupolen blivit återuppbyggd, två och en halv meter högre än originalet.
I början av 2003 inleddes nya renoveringar. Dessa renoveringar rör allmänna reparationer och förstärkning av takstruktur och väggar, men man lägger också ett nytt täckande lager på den förgyllda kupolen.

## Dimensioner

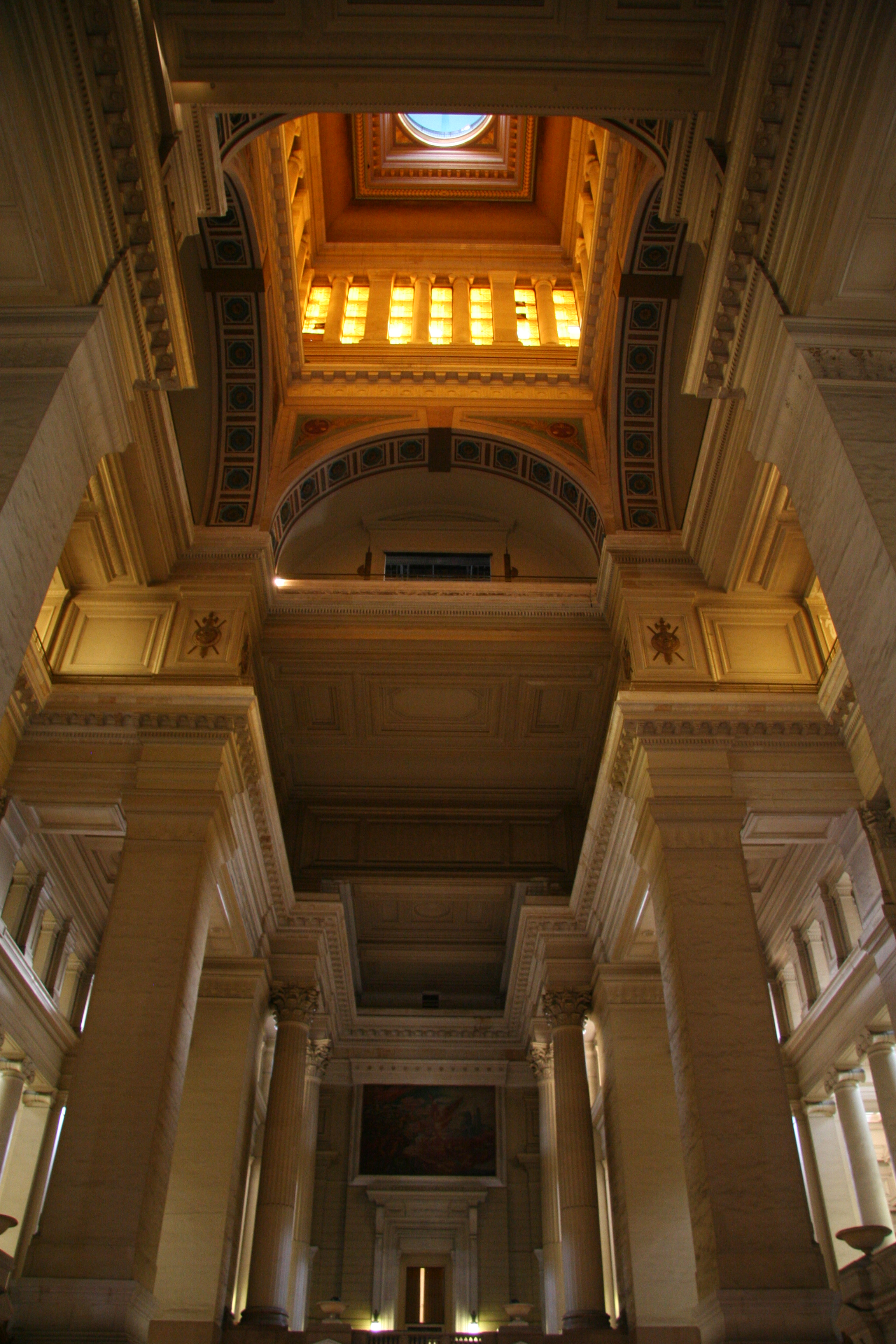
Vy från mitten av byggnaden och upp mot kupolen.

Justitiepalatset är större än Peterskyrkan i Rom. Byggnaden är för närvarande 160 gånger 150 meter, och täcker en yta på 26 000 m². Den 104 meter höga kupolen väger 24 000 ton. Byggnaden har åtta innergårdar om totalt 6 000 m², 27 stora rättssalar och 245 mindre rättssalar och övriga rum. Från sin plats uppe på kullen, är det en nivåskillnad på 20 meter mellan den övre och den lägre staden, vilket resulterar i flera entréer på olika våningsplan.

## Påverkan
Adolf Hitler var enormt förtjust i byggnaden, och i samarbete med Albert Speer baserades flera av nazisttidens monumentala byggnader på Justitiepalatsets utseende.[källa behövs] Se vidare artikeln om arkitektur i Nazityskland.
Justitiepalatset i Lima i Peru är baserad på Bryssels justitiepalats. Den saknar dock kupol och är avsevärt mindre till omfånget

## Förslag till världsarv
Justitiepalatset blev den 8 april 2008 uppsatt på Belgiens lista över förslag till världsarv, den så kallade "tentativa listan".